# Olympische Winterspiele 2002/Eishockey
Bei den Olympischen Winterspielen 2002 in Salt Lake City fand zum zweiten Mal nach Nagano neben dem Eishockeyturnier der Herren auch ein Turnier der Frauen statt.
Für das Herrenturnier konnte wie bereits in Nagano 1998 durch Verhandlungen zwischen IOC und Internationaler Eishockey-Föderation (IIHF) mit der nordamerikanischen Profiliga NHL erreicht werden, dass die NHL für die Zeit der Winterspiele eine Pause einlegte. Im Gegenzug wurden die großen sechs Eishockeynationen für die Finalrunde gesetzt und mussten erst eine Woche später in das Geschehen eingreifen.
Anders als 1998 nutzten 2002 vor allem die nordamerikanischen Teams Kanada und USA die Vorteile, den der Einsatz von Spielern aus der weltbesten Eishockeyliga bot. Die US-Herren konnten jedoch ebenso wenig wie die Frauen den Heimvorteil zum Olympiasieg nutzen.

## Austragungsorte
Die Spiele des olympischen Eishockeyturniers fanden in zwei Eisstadien in der Umgebung von Salt Lake City statt: Im 8.599 Zuschauer fassenden The E Center in West Valley City und in der Peaks Ice Arena in Provo, die 8.000 Zuschauer fasst. Das Herrenturnier wurde dabei vom 9. bis 24. Februar ausgetragen, die Spiele der Damen fanden vom 11. bis 21. Februar statt.
| Provo |

| West Valley City |

| Provo |

| West Valley City |

## Medaillenspiegel
| Medaillenspiegel Eishockey (nach 2 von 2 Entscheidungen) |          |      |        |        |        |
| Platz                                                    | Land     | Gold | Silber | Bronze | Gesamt |
| 1                                                        | Kanada   | 2    | —      | —      | 2      |
| 2                                                        | USA      | —    | 2      | —      | 2      |
| 3                                                        | Russland | —    | —      | 1      | 1      |
| 3                                                        | Schweden | —    | —      | 1      | 1      |